# Ad Sinarum gentem
Ad sinarum gentem ist eine Enzyklika von Papst Pius XII., mit der er am 7. Oktober 1954 „zur  Situation der Kirche in China“ Stellung bezog. Der Papst richtete sich an das chinesische Episkopat und das chinesische Volk. Papst Pius XII. warnte in seiner Enzyklika  ausdrücklich vor einer chinesischen Staatskirche.

## Inhalt
Einleitend berief sich Pius XII. auf sein Apostolisches Schreiben Cupimus Imprimis vom 18. Januar 1952 und erklärte, dass jenes Schreiben nicht nur ein Ausdruck der Sympathie gewesen sei, sondern auch eine Exhortatio, alle Pflichten der christlichen Religion mit resoluter Treue zu erfüllen, die manchmal heldenhafte Stärke fordere. Mit diesem Rundschreiben wende er sich nun, da das Leiden und die Störungen des christlichen Lebens zunähmen, mit Hilfe Gottes an die, die in Ruhe und Einheit leben wollen.
Das chinesische Regime versuche, unter den Katholiken Chinas eine nationale Kirche aufzubauen, die nicht länger katholisch sei, erklärte Pius XII. Diese nationale Kirche sei die Verneinung der Universalität oder besser der Katholizität, durch welche die von Jesus Christus gestiftete Gemeinschaft über allen Nationen stehe und sie alle umfasse. Der Papst legte sich eindeutig fest, indem er zum Ausdruck brachte, dass ein Katholik in keiner Form die kommunistischen Regeln anerkennen könne; und diese auch niemals mit dem katholischen Glauben in Einklang zu bringen seien.
Mit klaren Worten ermahnte er die katholischen Bischöfe und Priester, sich nicht der kommunistischen Patriotengemeinde anzuschließen, denn, so schreibt er, „wir“ – er und seine Mitbrüder – stünden in der Verantwortung des Evangeliums. Es sei auch nicht denkbar und nicht gottgewollt, Priester und Bischöfe stünden schließlich in der Nachfolge Christi und könnten nicht willkürlich eingesetzt werden.

## Konklusion
Der Papst warnte und wies darauf hin, dass in Wirklichkeit die Kommunisten eine nationale Kirche schaffen wollen, die nicht mehr katholisch sein könnte, weil sie die Verneinung des katholischen Glaubens darstelle. Weiterhin stellte er fest, dass das Primat des Papstes nicht anerkannt werde und dass das Engagement des Patriotischen Verbandes die Masse der katholischen Bevölkerung zu manipulieren versuche, um sie in die sozialistische revolutionäre Bewegung und kommunistische Partei zu integrieren.